# Komponens (kémia)
A komponens a rendszert alkotó, kémiailag egységes részecskék – atomok vagy molekulák – halmaza. Ezek alapján megkülönböztetünk egyszerű – egykomponensű – és összetett – két-, vagy többkomponensű – anyagi rendszereket. A kémiában a komponens a molekulák olyan egysége, amely egy termodinamikai rendszer részét képezi. Egy rendszert úgy osztunk komponensekre, hogy a komponensek száma a lehető legkisebb legyen, de a rendszer kémiai összetétele teljes mértékben leírható legyen. Egy rendszer lehet több komponensből álló oldat, de állhat különböző fázisokból (folyékony, szilárd vagy gáznemű) is, amelyek mindegyike egy vagy több komponensből állhat. Ebben az esetben egy adott komponens több fázisban is előfordulhat.
A komponensek variációival behatóan Gibbs amerikai tudós foglalkozott, a variációk összefüggéseit egyensúly törvénybe foglalta. 
A komponensek lehetnek szilárd, cseppfolyós vagy gáznemű halmazállapotúak, vagy ezek kombinációja.
Reagálhatnak egymásra vagy elegyükből teljesen új tulajdonságú anyag keletkezhet,amely új felhasználási móddal rendelkezik. A komponensek mind a vegyiiparban mindpedig az élelmiszeriparban jelen vannak, ezenkívül más iparágakban, mint például a fémipari technológiákban is megtalálhatóak.